# Alexander Reško
Alexander Reško (Petrovay; Resko Sándor; Komárom, 1951. június 2.) szlovákiai történész.

## Élete
1969-ben érettségizett Komáromban, majd 1974-ben Nyitrán végzett a Mezőgazdasági Főiskolán. Doktorandusz hallgató volt a pozsonyi Szlovák Műszaki Egyetem építészettörténeti tanszékén.
A mezőgazdaságban kezdett dolgozni, de régóta foglalkozik várak, kastélyok, kúriák, nemesi családok történetével. Néhány évig a Duna Menti Múzeum történésze volt, majd 1995-1999 között Komárom város képviselőtestületének tagja.
Számos helytörténeti munka szerzője és társszerzője.

## Elismerései
- Komáromi Sulek Gimnázium elismerése
- Bogyarét díszpolgára

## Művei
- 1997 Z  Dolnej zeme do krajiny predkov
- 2002 100 rokov verejnej mestskej nemocnice v Komárne. Komárno.
- 2002-2003/2005 Felvidéki kastélyok lexikona: Nyitrai kerület, Szlovákia. I-II. Révkomárom.
- 2004 Jasová. 570. výročie prvej písomnej zmienky. Komárno.
- 2004 Ipolyi-Stummer Arnold szülőháza. Múltunk Emlékei III/9.
- 2006 Kéménd I. Ősi örökségünk. Komárom.
- 2006 Marcelová. Krátke Kesy – Marcelové Kesy – Marcelová 1256–2006 - 750 rokov prvej písomnej zmienky. Komárno.
- 2006 Golianovo 1156-2006 – 850 výročie prvej písomnej zmienky.
- 2006 Chrabrany (tsz. Gerhátová, Darina)
- 2007 Dyčka. História a súčasnosť (1367-2007). Vráble.
- 2008 Michal nad Žitavou. Nové ZZZ
- 2009 Čechy. 590 rokov prvej písomnej zmienky 1419-2009. Komárno.
- 2009 Kalná nad Hronom. Na dôležitých krajinských komunikáciách 1209-2009
- 2010 Lúčnica nad Žitavou - obec stredného Požitavia. Komárno.
- 2010 Kolta, sídlo Kürthyovcov. Komárno.
- 2010 Komáromfüss. A pannonhalmi főapátság praedialista nemeseinek székhelye. Komárno.
- 2011 Komárno v znamení kanoistiky. Komárom a kajak-kenu jegyében. Komárno in reflection of flatwater canoeing.[1]
- 2014 Ímely. Komárno. (tsz. Vrábelská, Z..)
- 2015 Žitavce. (tsz. Gaál, T. - Matušková, E.)